# Ивлево (Новгородская область)
Ивлево — деревня в Пестовском муниципальном районе Новгородской области. Входит в состав Богословского сельского поселения. Население в 2009 году составляло 12 жителей, по всероссийской переписи населения 2010 года — 10 человек (4 мужчины и 6 женщин)
Площадь территории деревни — 19,9 га.
Ивлево находится на высоте 161 м над уровнем моря, в 1,5 км к северу от деревни Абросово.

## История
В списке населённых мест Устюженского уезда Новгородской губернии за 1909 год деревня Иевлево указана как относящаяся к Кирво-Климовской волости (2-го стана, 2-го земельного участка). Население деревни Иевлево, что была тогда на земле Обросовского сельского общества — 183 жителя: мужчин — 91, женщин — 92, число жилых строений — 58. Затем с 10 июня 1918 года до 31 июля 1927 года в составе Устюженского уезда Череповецкой губернии, затем в составе Осиповского сельсовета Пестовского района Череповецкого округа Ленинградской области с центром в деревне Осипово. Население деревни Иевлево в 1928 году — 160 человек. По постановлению ЦИК и СНК СССР от 23 июля 1930 года Череповецкий округ был упразднён, а район перешёл в прямое подчинение Леноблисполкому. По Указу Президиума Верховного Совета СССР от 5 июля 1944 года Пестовский район был передан из Ленинградской области во вновь образованную Новгородскую область. Решением Новгородского облисполкома от 9 марта 1971 года № 108 центр Осиповского сельсовета был перенесён из деревни Осипово в посёлок при станции Абросово и деревня стала относится к Абросовскому сельсовету.
С принятием закона от 6 июля 1991 года «О местном самоуправлении в РСФСР» была образована Администрация Абросовского сельсовета (Абросовская сельская администрация), затем Указом Президента РФ № 1617 от 9 октября 1993 года «О реформе представительных органов власти и органов местного самоуправления в Российской Федерации» деятельность Абросовского сельского Совета была досрочно прекращена, а его полномочия переданы Администрации Абросовского сельсовета. По результатам муниципальной реформы, с 2005 года деревня входит в состав муниципального образования — Богословское сельское поселение Пестовского муниципального района (местное самоуправление), по административно-территориальному устройству подчинена администрации Богословского сельского поселения Пестовского района. Богословское сельское поселение с административным центром в деревне Богослово было создано путём объединения территории трёх сельских администраций: Богословской, Абросовской, Брякуновской. В 2012 году Новгородская областная дума (постановлением № 50-5 ОД от 25.01.2012) постановила уведомить Правительство Российской Федерации об упразднении в числе прочих Абросовского сельсовета Пестовского района.